# Bonner Ruder-Gesellschaft
Die Bonner Ruder-Gesellschaft (kurz BRG) ist ein 1919 gegründeter Ruderverein in Bonn. Er ist im rechtsrheinischen Bonner Stadtbezirk Beuel an Rheinkilometer 653,2 gegenüber der Villa Hammerschmidt ansässig. Mit über 600 Mitgliedern ist er einer der größten Rudervereine Deutschlands.

## Geschichte

### Anfänge 1919–1929
Wenige Monate nach Ende des Ersten Weltkrieges trafen sich nach einem Aufruf im Bonner General-Anzeiger und aufgrund persönlicher Einladungen mehrere am Rudersport interessierte Bonner in einer Gaststätte, um die Gründung eines bürgerlichen Rudervereins vorzubereiten. Die Gespräche verliefen erfolgreich und am 12. März 1919 wurde der Bonner Wassersport-Verein 1919 gegründet. Nach einem Jahr hatte er sechzig Mitglieder, 1928 waren es bereits 127. Als Vereinsflagge wurde zunächst ein grüner Wimpel mit achteckigem weißen Stern festgelegt. Schon bald wurde diese durch einen roten Stern auf weißem Feld mit schwarzen Streifen ersetzt.
Aufgrund der in Folge der Wirtschaftskrise jener Zeit knapper gewordenen Mittel entstanden Auseinandersetzungen über die Frage, ob dem Rennrudern oder dem Wanderrudern Priorität eingeräumt werden sollte. Sie führten dazu, dass sich 1923 elf Mitglieder abspalteten und am 14. September des gleichen Jahres die Bonner Ruder-Gesellschaft 1923 gründeten. Als Vereinsflagge wählte man hier ein diagonales grünes Kreuz mit dem Bonner Stadtwappen auf weißem Grund. 1928 gehörten diesem Ruderverein 71 Mitglieder an.
Die Gründe für die Abspaltung traten in der Folgezeit in den Hintergrund, die Ruderer beider Rudervereine rückten durch die Nutzung eines gemeinsamen Bootshauses bald wieder zusammen, so dass Anfang 1928 Überlegungen angestellt wurden, sich wieder zusammenzuschließen. Nach schwierigen, auch von Rückschlägen begleiteten Verhandlungen, stimmten schließlich die Hauptversammlungen beider Rudervereine einem Zusammenschluss zu. Am 24. Januar 1929 fand die Gründungsversammlung des neuen Vereins statt, an der sich 127 Mitglieder des Bonner Wassersport-Vereins 1919 und der Bonner Ruder-Gesellschaft 1923 beteiligten. Sie nannten den neuen Ruderverein nach des jüngeren Parts Bonner Ruder-Gesellschaft 1919/1923 und übernahmen die Flagge des älteren Parts, der einen roten Stern auf weißem Feld mit schwarzen Streifen zeigte.

### Zusammenschluss 1975/76

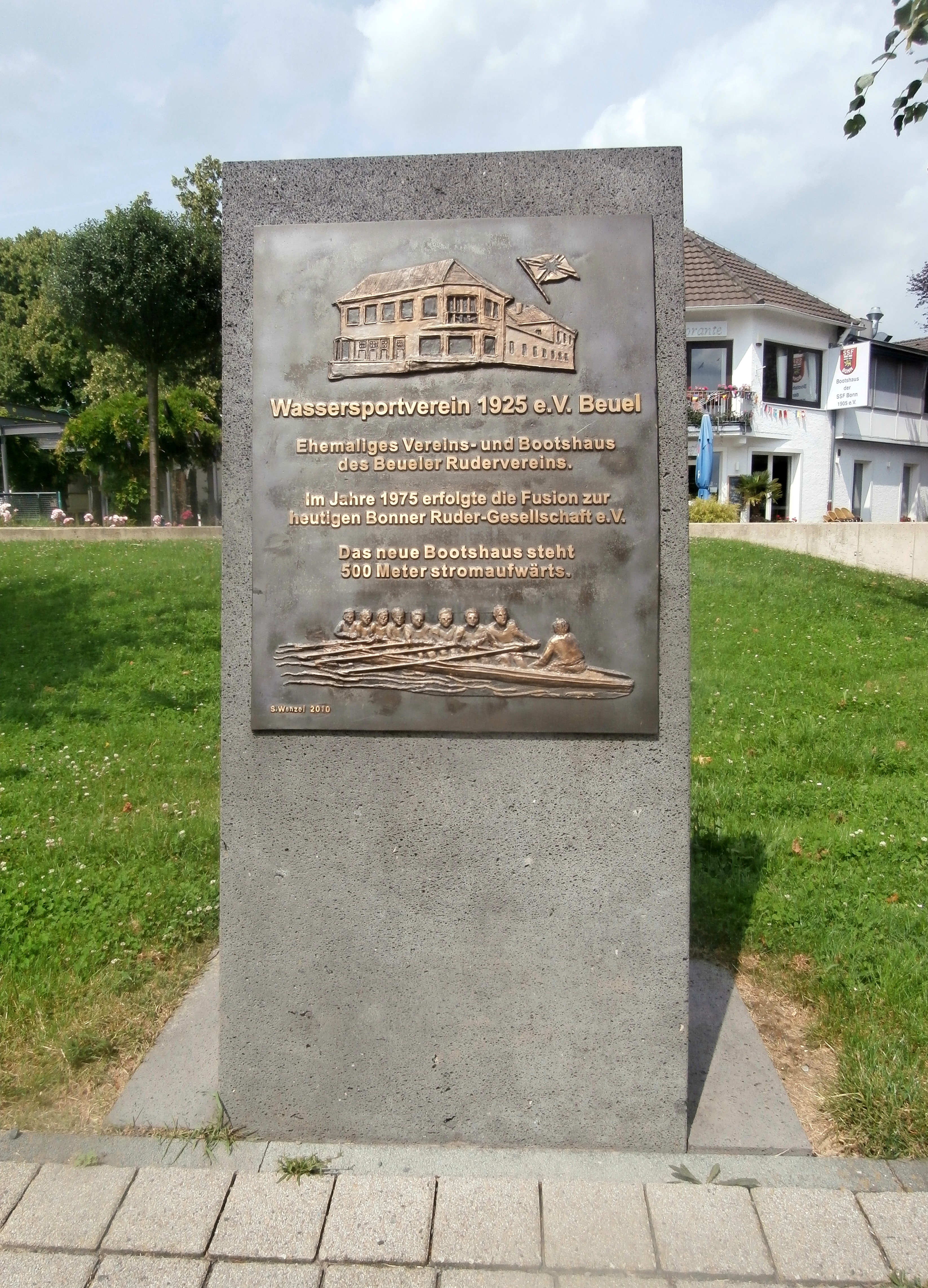
Informationstafel am ehemaligen Standort des Bootshauses des Wassersportvereins 1925 Beuel am Johannes-Bücher-Ufer, 2010 von Sigrid Wenzel angefertigt.

In Beuel, das bis 1969 eine selbständige Stadt war, trugen persönliche Beziehungen zum Kölner Club für Wassersport zur Belebung des Rudersports bei. Sie führten schließlich auch zur Gründung eines Rudervereins, die am 11. September 1925 durch 33 ruderbegeisterte junge Beueler Bürger unter maßgeblicher Mitwirkung des Beueler Kegelclubs „Stümper“ erfolgte. Der Verein nannte sich Wassersportverein Beuel und legte als Flagge einen schwarzen Stern im blauen Feld mit schwarzweißen Diagonalstreifen fest. 1962 wurde das Gründungsjahr in den Vereinsnamen aufgenommen, der seit dem Wassersportverein 1925 Beuel lautete. Anfang der 1970er-Jahre gehörten dem Ruderverein rund 200 Mitglieder an.
Zwischen der Bonner Ruder-Gesellschaft 1919/1923 und dem Wassersportverein 1925 Beuel hatten sich gute Beziehungen entwickelt. Man ging gemeinsam auf Wanderfahrten, trainierte zusammen, besuchte gegenseitig die geselligen Veranstaltungen und führte sie schließlich auch gemeinsam durch. Die für beide Rudervereine gleichermaßen bestehenden Schwierigkeiten beim Rennrudertraining endeten im November 1969 schließlich damit, dass interessierte Mitglieder beider Organisationen die Rudervereinigung Bonn-Beuel gründeten, für die seit 1970 die Leistungssportler der Bonner Ruder-Gesellschaft 1919/1923 und des Wassersportvereins 1925 Beuel bei Regatten an den Start gingen und große Erfolge auch bei Meisterschaften errangen. Bis Ende des Jahres 1975 wurden 215 Regattasiege errungen.
Die positiven Auswirkungen dieser Bündelung der Kräfte ermutigten die Vorstände der Bonner Ruder-Gesellschaft 1919/1923 und des Wassersportvereins 1925 Beuel, die bereits bestehenden Überlegungen einer darüber hinausgehenden Zusammenarbeit weiter zu vertiefen und in den Mitgliederversammlungen zu erörtern. Hintergrund für die Bonner Ruder-Gesellschaft 1919/1923 war nicht zuletzt auch die Tatsache, dass das im Bundeshausdistrikt am Stresemannufer gelegene Bootshaus immer unzulänglicher wurde, nötige Verbesserungen jedoch wegen der bestehenden Veränderungssperre nicht vorgenommen werden durften. Nach vielen Beratungen und Gesprächen wurde am 12. November 1974 ein Fusionsvertrag abgeschlossen, der die Modalitäten des Zusammengehens festlegte. Die Fusion sollte zum Jahresbeginn 1976 wirksam werden. Am 18. November 1975 beschloss eine außerordentliche Hauptversammlung des Wassersportvereins 1925 Beuel die Auflösung des Rudervereins zum 31. Dezember 1975. Die Bonner Ruder-Gesellschaft 1919/1923 änderte in einer außerordentlichen Hauptversammlung am 5. Dezember 1975 ihre Satzung, um die Voraussetzungen für die Übernahme der neuen Mitglieder mit ihren bisherigen Rechten zu ermöglichen. Wie bei der Fusion 1929 wurde der Name beibehalten, jedoch die Flagge des aufgenommenen Rudervereins, schwarzer Stern im blauen Feld mit schwarz-weißen Diagonalstreifen, übernommen. Zum 1. Januar 1976 wurden die Mitglieder des Wassersportvereins 1925 Beuel in den nun nur noch Bonner Ruder-Gesellschaft genannten Ruderverein übernommen, der damit 521 Mitglieder hatte und zu den zwölf größten Organisationen im Deutschen Ruderverband zählte. Die erste gemeinsame Jahreshauptversammlung fand am 30. Januar 1976 statt.

### Niederlassung auf der „Schäl Sick“
Anfang 1975 wurde der Beschluss zum Bau eines neuen gemeinsam genutzten Bootshauses am Beueler Rheinufer auf der „Schäl Sick“ gefasst. Die Grundsteinlegung erfolgte am 11. Juli 1975. Am Tag des Anruderns, am 16. Mai 1976, überführten die aktiven Mitglieder die Boote von den beiden bisherigen Bootshäusern in das neu errichtete Bootshaus an der Elsa-Brändström-Straße 74, das am 26. Juni 1976 feierlich eingeweiht wurde. Die Bonner Ruder-Gesellschaft entwickelte sich seitdem gut. Im Jubiläumsjahr 2019 gehörten ihr über 600 Mitglieder an.
Die Bonner Ruder-Gesellschaft zählt zu den größten Rudervereinen Deutschlands. Auch in der offiziellen Wanderruderstatistik des Deutschen Ruderverbandes belegte sie in den 2010er-Jahren in der Gruppe der Großvereine vordere Plätze bei den geruderten Kilometern und erreichten Fahrtenabzeichen. 2014 waren es über 177.000 Kilometer und 94 Fahrtenabzeichen. Auch im Rennrudern kann der Ruderverein auf erfolgreiche Teilnahmen an Regatten zurückblicken. Stand 2015 errang der Rurderverein rund 2.400 Siege.